# Jessica Tandy
Jessica Tandy, właśc. Jessie Alice Tandy (ur. 7 czerwca 1909 w Londynie, zm. 11 września 1994 w Easton) – amerykańska aktorka pochodzenia brytyjskiego. W 1990 otrzymała Oscara za pierwszoplanową rolę w filmie Wożąc panią Daisy (1989; reż. Bruce Beresford). Stała się wówczas najstarszą laureatką tej nagrody w historii. Dwa lata później zdobyła nominację za drugoplanową rolę w filmie Smażone zielone pomidory (1991; reż. Jon Avnet). Odznaczona National Medal of Arts.

## Życiorys
Karierę aktorską rozpoczynała w latach 20. na brytyjskich scenach teatralnych. W latach 30. pojawiła się na dużym ekranie w rolach epizodycznych. W latach 40. Jessica wyjechała do Stanów Zjednoczonych, gdzie zaczynała od ról drugoplanowych. Pierwszym ważnym filmem w jej karierze był dramat wojenny Siódmy krzyż (1944), w którym wystąpiła u boku swojego drugiego męża Hume’a Cronyna. W latach 50. grywała w produkcjach telewizyjnych i teatralnych. Na wielki ekran Tandy powróciła na krótko w latach 60. grając m.in. w głośnym thrillerze Alfreda Hitchcocka Ptaki (1963). Jednak największe sukcesy osiągnęła w ostatnich latach życia. To wtedy stworzyła swoje najsłynniejsze filmowe role oraz została nagrodzona Oscarem dla najlepszej aktorki pierwszoplanowej.

## Życie prywatne
Jej pierwszym mężem, w latach 1932–1940 był aktor Jack Hawkins. Z małżeństwa tego, które zakończyło się rozwodem miała córkę Susan (ur. 1934). W 1942 poślubiła aktora Hume’a Cronyna, z którym spędziła resztę życia. Mieli dwoje dzieci: córkę Tandy (ur. 1945) i syna Christophera (ur. 1943). Aktorska para wystąpiła wspólnie w kilkunastu filmach.
Jessica zmarła 11 września 1994 w swoim domu w Easton w stanie Connecticut. W ostatnich latach walczyła z rakiem jajnika.

## Filmografia
- Siódmy krzyż (1944) jako Liesel Roeder
- Dolina decyzji (1945) jako Louise Kane
- Zielone lata (1946) jako Kate Leckie
- Dragonwyck (1946) jako Peggy O’Malley
- Wieczna Amber (1947) jako Nan Britton
- Pustynny Lis (1951) jako Lucie Marie Rommel
- Przygody młodego człowieka (1962) jako Helen Adams
- Ptaki (1963) jako Lydia Brenner
- Słodko-gorzka autostrada (1981) jako Carol
- W nocnej ciszy (1982) jako Grace Rice
- Najlepsi przyjaciele (1982) jako Eleanor McCullen
- Świat według Garpa (1982) jako pani Fields
- Bostończycy (1984) jako panna Birdseye
- Kokon (1985) jako Alma Finley
- Baterii nie wliczono (1987; znany także pod innymi tytułami, m.in. Bez baterii nie działa) jako Faye Riley
- Błędny ognik (1987) jako Annie Nations
- Dom przy Carroll Street (1988) jako panna Venable
- Kokon: Powrót (1988) jako Alma Finley
- Wożąc panią Daisy (1989) jako Daisy Werthan
- Smażone zielone pomidory (1991) jako Ninny Threadgoode
- Opowieści babuni (1991; znany także pod tytułem - Bajki babci Grace) jako Grace McQueen
- Druga miłość (1992) jako Frieda
- Spotkać białego psa (1993) jako Cora Peek
- Camilla (1994) jako Camilla Cara
- Naiwniak (1994) jako Beryl Peoples

## Nagrody
- Nagroda Akademii Filmowej Najlepsza aktorka: 1989 Wożąc panią Daisy
- Złoty Glob Najlepsza aktorka w filmie komediowym lub musicalu: 1990 Wożąc panią Daisy
- Nagroda BAFTA Najlepsza aktorka: 1991 Wożąc panią Daisy
- Nagroda Emmy Najlepsza aktorka w miniserialu lub filmie telewizyjnym: 1987 Błędny ognik
- Nagroda Tony
  - Najlepsza aktorka w sztuce: 1948 Tramwaj zwany pożądaniem
  - 1978 The Gin Game
  - 1983 Foxfire
  - Specjalna nagroda Tony: 1994 Nagroda za osiągnięcia życia
- Nagroda na MFF w Berlinie Najlepsza aktorka: 1990 Wożąc panią Daisy